# Cascata da Usina
Cascata da Usina – 30 metrowy wodospad w Brazylii, położony na rzece Rio da Prata w stanie Rio Grande do Sul. Znajduje się 10 kilometrów od miejscowości Nova Prata, zajmuje powierzchnię 6.2 hektara, położony jest na wysokości około 820 m n.p.m. U podstawy wodospadu tworzy się naturalne jezioro głębokie na 8 metrów i otoczone przez formacje bazltowe.